# Urticales
Urticales is een botanische naam in de rang van orde: de naam is gevormd uit de familienaam Urticaceae. Een orde onder deze naam wordt traditioneel erkend in vrijwel elk systeem van plantentaxonomie, als een duidelijke natuurlijke eenheid, met families als Moraceae, Ulmaceae en Urticaceae.
Zo'n orde wordt echter niet erkend in het APG-systeem (1998) en het APG II-systeem (2003): de planten worden geplaatst in de orde Rosales. Dit berust niet op een radicaal verschil van inzicht, ook APG beschouwt de typische leden van deze groep als een natuurlijke eenheid.
In het Cronquist-systeem (1981) was de samenstelling:
- orde Urticales
  - familie Barbeyaceae
  - familie Cannabaceae
  - familie Cecropiaceae
  - familie Moraceae
  - familie Ulmaceae
  - familie Urticaceae

In het Wettstein-systeem, waar de orde werd ingedeeld in de onderklasse Choripetalae, had ze de volgende samenstelling:
- orde Urticales
  - familie Cannabaceae
  - familie Eucommiaceae
  - familie Moraceae
  - familie Rhoipteleaceae
  - familie Ulmaceae
  - familie Urticaceae